# Palazzo della Zecca
Le Palazzo della Zecca est un édifice monumental de Naples situé Via Sant'Arcangelo a Baiano. 
Il a été érigé au XIIIe siècle et abritait la Monnaie royale (Zecca) ; en 1681, il fut agrandi et, cent ans plus tard, la nouvelle aile occidentale fut construite. Lors de la réhabilitation de la ville, le palais a été équipé d'une perspective également sur la nouvelle artère construite. 

La façade principale est celle qui a en grande partie conservé l'architecture originale de l'édifice. En face du plafond voûté du vestibule, se trouve un portail du XIXe siècle richement décoré. 

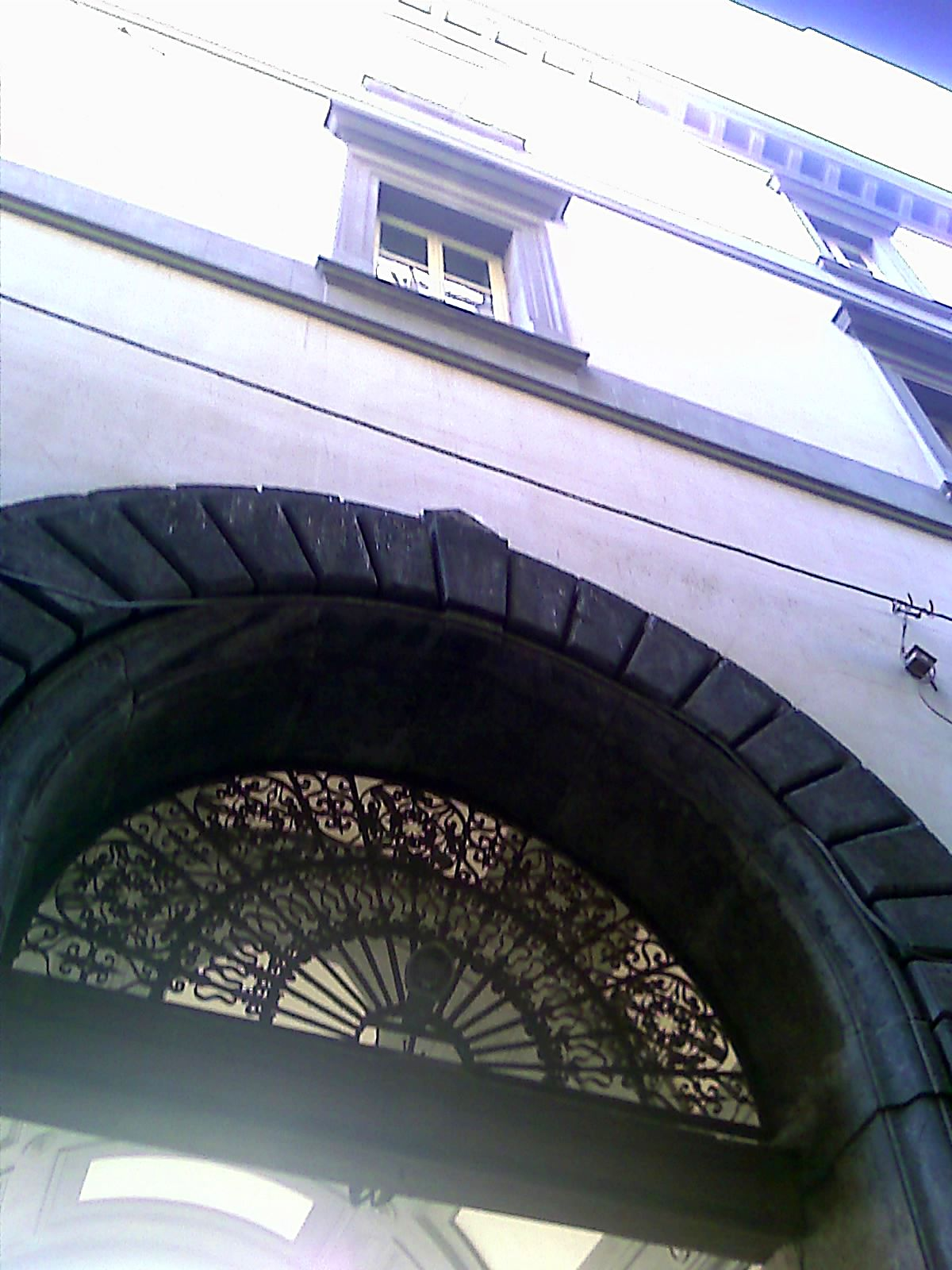
Aperçu de la façade